# Lars Krogh Jeppesen
Lars Krogh Jeppesen (5 de marzo de 1979, Hvidovre, Dinamarca) fue un jugador profesional de balonmano. Su último equipo fue el KIF Kolding de Dinamarca.
Anteriormente jugó para el FC Barcelona y para el THW Kiel, consiguiendo con ambos la Liga de Campeones de la EHF en 2005 y 2007 respectivamente.

## Equipos
- Avedore IF (1987-1997)
- Team Helsinge (1997-2000)
- SG Flensburg-Handewitt (2000-2004)
- FC Barcelona (2004-2006)
- THW Kiel (2006-2007)
- Bjerringbro-Silkeborg (2007-2010)
- KIF Kolding (2010-2014)

## Palmarés

### SG Flensburg-Handewitt
- Recopa de Europa (2001)
- Liga de Alemania (2004)
- Copa de Alemania (2003, 2004)

### FC Barcelona
- Liga de Campeones de la EHF (2005)
- Liga ASOBAL (2006)

### THW Kiel
- Liga de Campeones de la EHF (2007)
- Liga de Alemania (2007)
- Copa de Alemania (2007)

### Selección nacional

#### Campeonato de Europa
- Medalla de Oro en el Campeonato Europeo de Balonmano Masculino de 2008.
- Medalla de Bronce en el Campeonato Europeo de Balonmano Masculino de 2004.
- Medalla de Bronce en el Campeonato Europeo de Balonmano Masculino de 2002.